# Козлівщинська сільська рада
Козлівщинська сільська рада — колишній орган місцевого самоврядування у Котелевському районі Полтавської області з центром у селі Козлівщина.

## Населені пункти
Сільраді були підпорядковані населені пункти:
- c. Козлівщина
- с. Ворони
- с. Діброва
- с. Зуби
- с. Касяни
- с. Підварівка
- с. Терещенки